# Andrei Cuculici
Andrei Cuculici (Babadag, 13 de diciembre de 1983) es un deportista rumano que compitió en piragüismo en la modalidad de aguas tranquilas. Ganó 3 medallas en el Campeonato Mundial de Piragüismo entre los años 2007 y 2009, y 4 medallas en el Campeonato Europeo de Piragüismo entre los años 2004 y 2008.

## Palmarés internacional
| Campeonato Mundial | Campeonato Mundial       | Campeonato Mundial | Campeonato Mundial |
| Año                | Lugar                    | Medalla            | Competición        |
| ------------------ | ------------------------ | ------------------ | ------------------ |
| 2007               | Duisburgo (Alemania)     | Medalla de oro     | C4 1000 m          |
| 2007               | Duisburgo (Alemania)     | Medalla de plata   | C2 500 m           |
| 2009               | Dartmouth (Canadá)       | Medalla de bronce  | C4 1000 m          |
| Campeonato Europeo |                          |                    |                    |
| Año                | Lugar                    | Medalla            | Competición        |
| 2004               | Poznań (Polonia)         | Medalla de plata   | C4 1000 m          |
| 2006               | Račice (República Checa) | Medalla de bronce  | C2 500 m           |
| 2007               | Pontevedra (España)      | Medalla de bronce  | C4 1000 m          |
| 2008               | Milán (Italia)           | Medalla de plata   | C4 1000 m          |